# Широкоуста акула
Широкоустата акула (Megachasma pelagios) е изключително рядък вид дълбоководна акула, единствен представител на своя род Megachasma. От откриването им през 1976 г. наблюдаваните екземпляри са много малко — едва 54 броя са уловени или наблюдавани до 2012 г., включително и три заснети на филм. Подобно на гигантска акула и китова акула широкоустата акула е планктоноядна и плува с огромната си широко отворена уста, филтрирайки водата за планктон и медузи. Откроява се с голямата си глава с месести устни. За разлика от другите видове акула, широкоустите се класират в отделно семейство Megachasmidae, въпреки че се предполага, че може да принадлежи в семейството Cetorhinidae, на които гигантската акула e единственият член.

## Физически характеристики
Широкоустата акула е с кафяво-черен цвят отгоре, бяла отдолу има асиметрична опашка, с дълъг горен лоб, подобна на тази на акулата вършач. Устройството на хрилните отвори, са облицовани с хрилни гребла, с които улавят храната си. Относително слаб плувец, широкоустата акула има меко и отпуснато тялото и няма килове.
Широкоустата акула може да нарасне до 5,5 m на дължина. Мъжките съзряват при 4 m, а женските на 5 m. Теглото достига до 1215 кг.
Както подсказва името им, широкоустата акула има голяма уста с малки зъби и широка, заоблена муцуна, поради което, наблюдатели понякога я объркват с млада косатка. Устата е заобиколена от на светещи фотофори, които могат да действат като примамка за планктон или малки рибки. Устата им може да достигне широчина до 1,3 m.

## Възпроизвеждане
Възпроизвеждането е яйцеживородно, което означава, че младите акули се развиват в яйцата, които остават в тялото на майката, където се развиват и нарастват, а след това се „раждат“.